# Agusta
Agusta (zdaj del skupine AgustaWestland) je italijanski proizvajalec helikopterjev. Podjetje je ustanovil grof Giovanni Agusta leta 1923. Leta 1945 so ustanovili motociklistično podružnico MV Agusta (Meccanica Verghera Agusta), da bi obdržali delovna mesta Aguste po 2. svetovni vojni. Agusta je sama podružnica od Finmeccanica. 
Podjetje se je začelo ukvarjati s helikopterji leta 1952, sprva so licenčno proizvajali Bell-ove helikopterje, kasneje pa tudi helikoterje podjetij Sikorsky, Boeing in McDonnell Douglas. Začeli so razvijati tudi lastne helikopterje Agusta A.101 in Agusta A.106, kasneje še AB.102, A.103, A.104 in A.115.
Najbolj uspešni helikopter podjetja je Agusta A109 iz 1970ih. Leta 1983 so predstavili jurišni helikopter Agusta A129 Mangusta. Leta 1998 je Agusta sklenila partnerstvo z ameriškim Bell Helicopter Textron, s katerim so skupaj razvijali tiltrotor Bell/Agusta BA609. Bell je kasneje odstopil od projekta, zato se spremenili oznako v AgustaWestland AW609.
Julija 2000 sta se Finmeccanica in GKN plc odločila, da združita svoja helikopterska odelka - Agusta in GKN-Westland Helicopters v skupno podjetje AgustaWestland.

## Izdelki

### Helikopterji
- A.101 prototipni transportni helikopter
- A.103 prototipni enosedežni helikopter
- A.104 Helicar prototipni lahki helikopter
- A.105 prototipni lahki helikopter
- A.106 prototipni protipodmornipki helikopter
- A109/AW109 večnamenski helikopter
- A.115 prototipni lahki helikopter
- AW119 Koala večnamenski helikopter
- A129 Mangusta jurišni helikopter
- EMA 124 prototipni lahki helikopter

### Letala
- AZ8-L prototipno potniško letalo
- CP-110 prototipno lahko propelersko letalo

Skupna partnerstva
- AgustaBell AB139
- Bell/Agusta BA609 (50% delež)
- EHI Industries EH101
- NH90 (32% delež)

Licenčna proizvodnja
- AB 47
- AB102
- AB204
- AB205
- AB206 Jet Ranger
- AB212
- AB412
- AS-61
  - AS-61R

### letalski motorji
- Agusta GA.40
- Agusta GA.70